# Pele FC
El Pele Football Club, o simplemente Pele F. C., es un club de fútbol de la Guyana, fundado en su capital, Georgetown, y que actualmente milita en la primera división guyanesa.
El nombre del club es en homenaje al exfutbolista brasileño Pelé.

## Historia
Fue fundado el 18 de junio de 1971 por el exfutbolista Lennox Arthur en la capital guyanesa Georgetown y nunca ha ganado el título de la Superliga, la máxima categoría de fútbol en el país, pero sí es uno de los equipos más dominantes de la capital, puesto que cuenta con siete títulos regionales y ocho títulos de copa local, incluyendo la única edición de la Copa Desafío del Brasil, la cual se jugó en 1973 por donación del embajador del Brasil en la Guyana.
A nivel internacional han participado en dos torneos continentales, en donde su mejor participación ha sido en la Copa de Campeones de la Concacaf de 1978, en la que fue eliminado en los cuartos de final por el SV Voorwaarts de Surinam.

## Palmarés
- Campeonato de Georgetown (8): 1976, 1977, 1978, 1981, 1988–89, 1989, 1991, 1996
- Guyana Mayors Cup (3): 2004–05, 2006–07, 2008–09
- Kashif & Shanghai Cup (1): 2008–09
- Sweet 16 Knockout Tournament (1): 2004
- NaMilCo Cup (1): 2006
- Brazilian Challenge Cup (1): 1973

## Participación en competiciones de la Concacaf
| Temporada | Torneo                           | Ronda            | Club                | Casa | Visita | Global |
| --------- | -------------------------------- | ---------------- | ------------------- | ---- | ------ | ------ |
| 1977      | Copa de Campeones de la Concacaf | Caribe 1         | SV Voorwaarts       | 2-0  | 1-4    | 3-4    |
| 1978      | Copa de Campeones de la Concacaf | Caribe 1         | Racing Club Haïtien | 3-1  | 2-1    | 5-2    |
| 1978      | Copa de Campeones de la Concacaf | Cuartos de final | SV Voorwaarts       | 1-0  | 1-5    | 2-5    |

## Jugadores destacados
- Gordon Brathwaite[2][3]
- Clyde Browne[4]
- Wendell Manifold[5]
- Wendell Sandiford
- Denzil Thompson
- Gregory Thorne[6]
- Clyde Watson[7]